# جوليو كاتشيني
جوليو رومولو كاتشيني (بالإيطالية: Giulio Romolo Caccini) هو مغني وملحن وموسيقار إيطالي من أواخر عصر النهضة وبدايات العصر الباروكي، ولد في يوم 8 أكتوبر 1551، والده مايكل أنجلو كاتشيني كان نجار وشقيقه جيوفاني باتيستا كاتشيني كان نحات، تلقى تعليم الموسيقى في روما وتعلم العزف على العود والكمان والقيثار، أعجب به دوق توسكانيا فرانشيسكو الأول دي ميديشي ألذي دعمه ليصبح مغني، وثم أصبح يغني في حفلات قصره، كان واحد من مؤسسي كاميراتا فلورنسا مع الكونت جيوفاني دي باردي، تعلم الموسيقى البيزنطية اليونانية، ليصبح من أشهر مغني إيطاليا في عصره، تنافس ضد كل من إيميليو دي كافالييري وجاكوبو بيري، في أوخر حياته أصبح معلم موسيقى، خلال زواجه أنجب إبنتين وألتان أصبحتا مغنيتان مشهورتين في عصرهن وهن فرانشيسكا كاتشيني وسيتيميا كاتشيني، توفي في 10 ديسمبر 1618.

## روابط خارجية
- جوليو كاتشيني على موقع الموسوعة البريطانية (الإنجليزية)
- جوليو كاتشيني على موقع ميوزك برينز (الإنجليزية)
- جوليو كاتشيني على موقع أول ميوزيك (الإنجليزية)
- جوليو كاتشيني على موقع ديسكوغز (الإنجليزية)